# 공장의 불빛
《공장의 불빛》은 김민기가 연출한 음악극 또는 "노래굿"이다.

## 개요
유신정권 말기 1978년 한국교회사회선교협의회의 후원으로 송창식의 녹음실에서 비밀리에 (창문을 담요로 가린 채) 제작되었다. 그리고 약 2,000여개로 복사된 이 테이프는 대학가로, 공단으로 퍼졌다.
1979년 2월 제일교회에서 채희완의 안무로 무대에 올려졌다. 공연물로 기획되었지만 사실상 음악으로 유명하다.

## 공장의 불빛의 내용
"동일방직사건이라는 70년대 후반 노동운동에 있어서의 중요한 사례에 입각하여 본격적인 노동문제를 다루고 있다. 또한 이것은 민중현실로 접근하려는 김민기의 70년대 후반 작품 경향의 절정을 이루고 있다. 특히 카세트 테이프라는 대중확산력이 강한 매체를 이용하고 뒷면에 반주음악을 실음으로써 대중적 확산의 새로운 가능성을 보여주었다. 이렇게 "공장의 불빛"은 매우 전형적인 사건 전개를 가지고 노동문제에 접근하였다는 점, 악곡과 가사의 강렬함, 그리고 카세트테이프가 가진 놀랄 만한 대중적 확산력으로 크게 화제가 되었고 그 후의 여러 작업에 많은 영향을 미쳤다"